# Dạng chuẩn 3
Dạng chuẩn 3 (3NF) là một dạng chuẩn được sử dụng trong chuẩn hóa dữ liệu để kiểm tra xem liệu tất cả các thuộc tính không khóa của một quan hệ có phụ thuộc chỉ vào các khóa candidate key của quan hệ hay không. Điều này có nghĩa là tất cả các thuộc tính không khóa là độc lập với nhau hay các thuộc tính không khóa không thể phụ thuộc bắc cầu vào một thuộc tính không khóa khác.
Dạng chuẩn 3 khác với dạng chuẩn 2 trong đó tất cả các thuộc tính không khóa trong 3NF được yêu cầu là phải phụ thuộc trực tiếp vào mỗi khóa candidate của quan hệ. 
Phát triển cao hơn 3NF, BCNF insists, in the words of Bill Kent, that "the relation is based on the key, the whole key and nothing but the key", to which some add "so help me Codd."

## Định nghĩa hình thức
Gọi:
- {\displaystyle {R}} là lược đồ quan hệ,
- {\displaystyle F} là tập hơp các phụ thuộc hàm trên lược đồ quan hệ {\displaystyle R},
- {\displaystyle X} là tập con của các thuộc tính của {\displaystyle R}, và
- {\displaystyle A} là một thuộc tính của {\displaystyle R}

{\displaystyle R} là ở dạng chuẩn 3 nếu với mọi phụ thuộc hàm ở dạng {\displaystyle X\to A} thì một trong các mệnh đề sau là đúng:
- {\displaystyle A\in X}; có nghĩa là, {\displaystyle A} là một phụ thuộc hàm tầm thường, hoặc
- {\displaystyle X} là một siêu khóa, hoặc
- {\displaystyle A} là bộ phận của một vài khóa nào đó của {\displaystyle R}

Mọi quan hệ với phụ thuộc từng phần hoặc dựa vào bắc cầu đều vi phạm quy tắc dạng chuẩn 3.

## Ví dụ
Xem xét quan hệ định nghĩa vài loại phụ tùng ô tô được mô tả như sau:
| Part number (primary key) | Manufacturer name | Manufacturer address |
| ------------------------- | ----------------- | -------------------- |
| 1000                      | BMW               | Park Avenue          |
| 1001                      | Mitsubishi        | Lincoln Street       |
| 1002                      | BMW               | Park Avenue          |

Trong trường hợp này địa chỉ của nhà sản xuất (manufacturer address) không thuộc về quan hệ, do thông tin này chỉ mô tả về nhà sản xuất hơn là thông tin về phụ tùng. Do vậy, thông tin về địa chỉ của nhà sản xuất cần được chuyển sang một bảng khác với các thuộc tính:
| Manufacturer name (primary key) | Manufacturer address |
| ------------------------------- | -------------------- |
| BMW                             | Park Avenue          |
| Mitsubishi                      | Lincoln Street       |

...và bảng dữ liệu ban đầu được sửa thành:
| Part number (primary key) | Manufacturer name |
| ------------------------- | ----------------- |
| 1000                      | BMW               |
| 1001                      | Mitsubishi        |
| 1002                      | BMW               |

Vấn đề của bảng dữ liệu không ở dạng chuẩn 3 là với mọi tên của nhà sản xuất, ta phải lưu thông tin về địa chỉ, điều này gây ra dư thừa dữ liệu.
Xem xét ví dụ sau:
| Order Number (primary key) | Customer Name | Unit Price | Quantity | Total   |
| -------------------------- | ------------- | ---------- | -------- | ------- |
| 1000                       | David         | $35.00     | 3        | $105.00 |
| 1001                       | Jim           | $25.00     | 2        | $50.00  |
| 1002                       | Bob           | $25.00     | 3        | $75.00  |

Trong trường hợp này cột Total không thuộc về bảng vì Total có thể được suy ra từ việc nhân hai cột Unit Price và Quantity. Để chuyển về dạng chuẩn 3, bỏ cột Total ra khỏi bảng (trong một câu truy vấn dữ liệu, thay vì dùng "SELECT Orders.Total FROM Orders", ta sẽ sử dụng lệnh SELECT UnitPrice * Quantity FROM Orders).
| Order Number (primary key) | Customer Name | Unit Price | Quantity |
| -------------------------- | ------------- | ---------- | -------- |
| 1000                       | David         | $35.00     | 3        |
| 1001                       | Jim           | $25.00     | 2        |
| 1002                       | Bob           | $25.00     | 3        |